# Hecker (Illinois)
Hecker è un villaggio degli Stati Uniti d'America, situato nello Stato dell'Illinois, nella contea di Monroe.